# VTB United League
VTB United League (del ruso: Единая Лига ВТБ) es una competición internacional de baloncesto creada en 2008, con el objetivo de unir las ligas nacionales de los países del Este de Europa en una única competición. La liga está patrocinada por el VTB Bank. En la actualidad compiten 12 equipos de 3 países diferentes. 

## Historia
El primer paso para la fundación de la liga fue la denominada VTB United League Promo-Cup, que se desarrolló en Moscú en el mes de diciembre de 2008, y en ella participaron clubes de Letonia, Lituania, Ucrania, Rusia y Polonia, siendo campeón el CSKA Moscú, que derrotó en la final al Khimki por 70-66. el BC Kiev acabó en la tercera posición.
Al año siguiente se celebró la primera competición ya con el formato de liga, participando un equipo de Estonia, el BC Kalev/Cramo en lugar del equipo polaco del Asseco Prokom Gdynia. En total fueron 8 equipos, divididos en dos grupos, y acabó con la victoria nuevamente del CSKA Moscú, derrotando en la final al UNICS Kazán por 66-55.
La cometición en la temporada 2010-2011 constó de 12 equipos, ampliados hasta los 16 con la incorporación de equipos de la República Checa y Kazajistán.

## Equipos participantes 2023-24
| Equipo                 | Ciudad          | Pabellón                      | Capacidad |
| ---------------------- | --------------- | ----------------------------- | --------- |
| Astana                 | Astaná          | Saryarka Velodrome            | 9,270     |
| Avtodor Saratov        | Sarátov         | Kristall Ice Sports Palace    | 6,100     |
| CSKA Moscú             | Moscú           | Universal Sports Hall CSKA    | 5,500     |
| Enisey Krasnoyarsk     | Krasnoyarsk     | Arena Sever                   | 4,000     |
| PBC MBA Moscú          | Moscú           | Krylatskoye Sports Palace     | 5,000     |
| Lokomotiv Kuban        | Krasnodar       | Basket-Hall                   | 7,500     |
| Nizhny Novgorod        | Nizhni Nóvgorod | Trade Union Sport Palace      | 5,600     |
| Parma                  | Perm            | Universal Sports Palace Molot | 7,000     |
| Runa                   | Moscú           | Dynamo Sports Palace          | 5,000     |
| Samara                 | Samara          | Ice Sports Palace             | 5,000     |
| Tsmoki Minsk           | Minsk           | Minsk Arena                   | 15,000    |
| UNICS                  | Kazán           | Basket Hall Arena             | 7,500     |
| Uralmash Yekaterinburg | Ekaterimburgo   | Palace of Sporting Games      | 5,000     |
| Zenit                  | San Petersburgo | Sibur Arena                   | 7,044     |

## Palmarés
|  | VTB United League Promo-Cup |

| Temporada | Sede Final Four                     | Final                               | Final                               | Final                               | Tercer y cuarto puesto              | Tercer y cuarto puesto              | Tercer y cuarto puesto              | MVP                                 |
| Temporada | Sede Final Four                     | Campeón                             | Marcador                            | Finalista                           | 3er puesto                          | Marcador                            | 4º puesto                           | MVP                                 |
| --------- | ----------------------------------- | ----------------------------------- | ----------------------------------- | ----------------------------------- | ----------------------------------- | ----------------------------------- | ----------------------------------- | ----------------------------------- |
| 2008      | (Moscú) †                           | CSKA                                | 70–66                               | Khimki                              | Kiev                                | 86–73                               | Dynamo Moscú                        | Ramūnas Šiškauskas (CSKA Moscú)     |
| 2009-10   | (Kaunas)                            | CSKA                                | 66–55                               | UNICS Kazán                         | Žalgiris Kaunas                     | 78–72                               | Khimki                              | Jon Robert Holden (CSKA Moscú)      |
| 2010-11   | (Kazán)                             | Khimki                              | 66–64                               | CSKA                                | UNICS Kazán                         | 95–75                               | Azovmash                            | Vitaly Fridzon (Khimki)             |
| 2011-12   | (Vilnius)                           | CSKA                                | 74–62                               | UNICS Kazán                         | Lietuvos rytas                      | 91–83                               | Lokomotiv-Kuban                     | Andrei Kirilenko (CSKA Moscú)       |
| 2012-13   | Al mejor de 5                       | CSKA                                | 3–1                                 | Lokomotiv-Kuban                     | Žalgiris                            | No jugado                           | Khimki                              | Viktor Khryapa (CSKA Moscú)         |
| 2013-14   | Al mejor de 5                       | CSKA                                | 3–0                                 | Nizhny Novgorod                     | UNICS Kazán                         | No jugado                           | Lietuvos rytas                      | Miloš Teodosić (CSKA Moscú)         |
| 2014-15   | Al mejor de 5                       | CSKA                                | 3–0                                 | Khimki                              | Lokomotiv Kuban                     | No jugado                           | Nizhny Novgorod                     | Andrey Vorontsevich (CSKA Moscú)    |
| 2015-16   | Al mejor de 5                       | CSKA                                | 3–1                                 | UNICS Kazán                         | BC Zenit                            | No jugado                           | Khimki                              | Miloš Teodosić (2) (CSKA Moscú)     |
| 2016-17   | Al mejor de 5                       | CSKA                                | 3–0                                 | Khimki                              | BC Zenit                            | No jugado                           | Lokomotiv-Kuban                     | Nando de Colo (CSKA Moscú)          |
| 2017-18   | (Moscú)                             | CSKA                                | 95–84                               | Khimki                              | Zenit                               | 93–79                               | UNICS                               | Sergio Rodríguez (CSKA Moscú)       |
| 2018-19   | Al mejor de 5                       | CSKA                                | 3–0 Series                          | Khimki                              | UNICS                               | No jugado                           | Zenit                               | Nikita Kurbanov (CSKA Moscú)        |
| 2019–20   | Cancelada por la pandemia covid-19. | Cancelada por la pandemia covid-19. | Cancelada por la pandemia covid-19. | Cancelada por la pandemia covid-19. | Cancelada por la pandemia covid-19. | Cancelada por la pandemia covid-19. | Cancelada por la pandemia covid-19. | Cancelada por la pandemia covid-19. |
| 2020-21   | Al mejor de 5                       | CSKA                                | 3–0 Series                          | UNICS                               | Lokomotiv Kuban                     | No jugado                           | Zenit                               | Daniel Hackett (CSKA Moscú)         |
| 2021-22   | Al mejor de 7                       | Zenit                               | 4–3 Series                          | CSKA                                | UNICS                               | No jugado                           | Lokomotiv Kuban                     | Jordan Mickey (Zenit)               |
| 2022-23   | Al mejor de 7                       | Unics Kazan                         | 4–1 Series                          | Lokomotiv Kuban                     | CSKA Moscú                          | No jugado                           | Zenit de San Petersburgo            | Nenad Dimitrijevic (Unics Kazan)    |
| 2023-24   | Al mejor de 7                       | CSKA Moscú                          | 4–1 Series                          | Unics Kazan                         | Zenit de San Petersburgo            | 3-1                                 | Lokomotiv Kuban                     | Melo Trimble (CSKA Moscú)           |
| 2024-25   | Al mejor de 7                       | CSKA Moscú                          | 4–2 Series                          | Zenit de San Petersburgo            | Unics Kazan                         | 3-1                                 | Lokomotiv Kuban                     | Melo Trimble (CSKA Moscú)           |

† Todo el torneo se disputó en Moscú, incluida la Final Four.

## MVP de la temporada

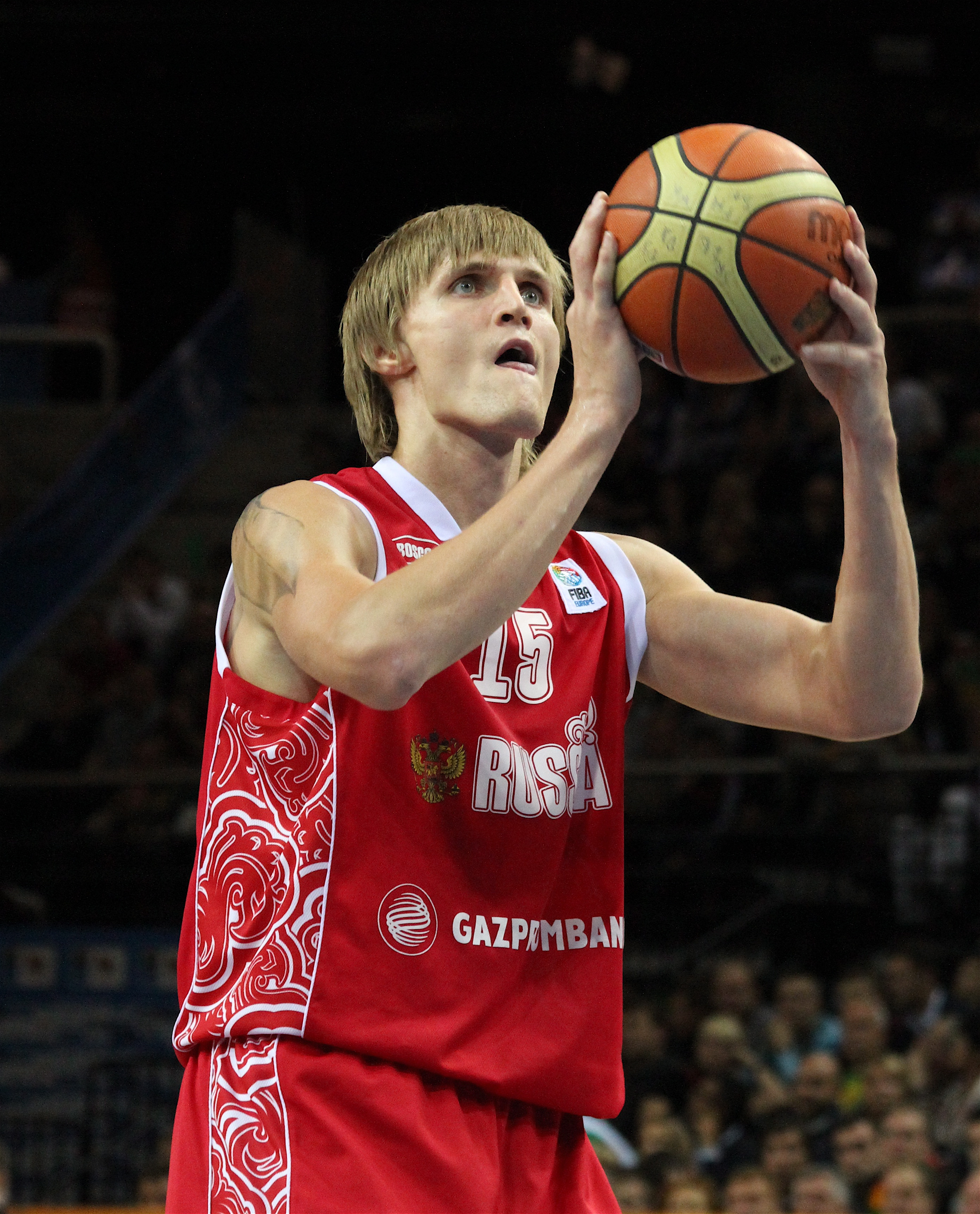
Andrei Kirilenko (2011–12)

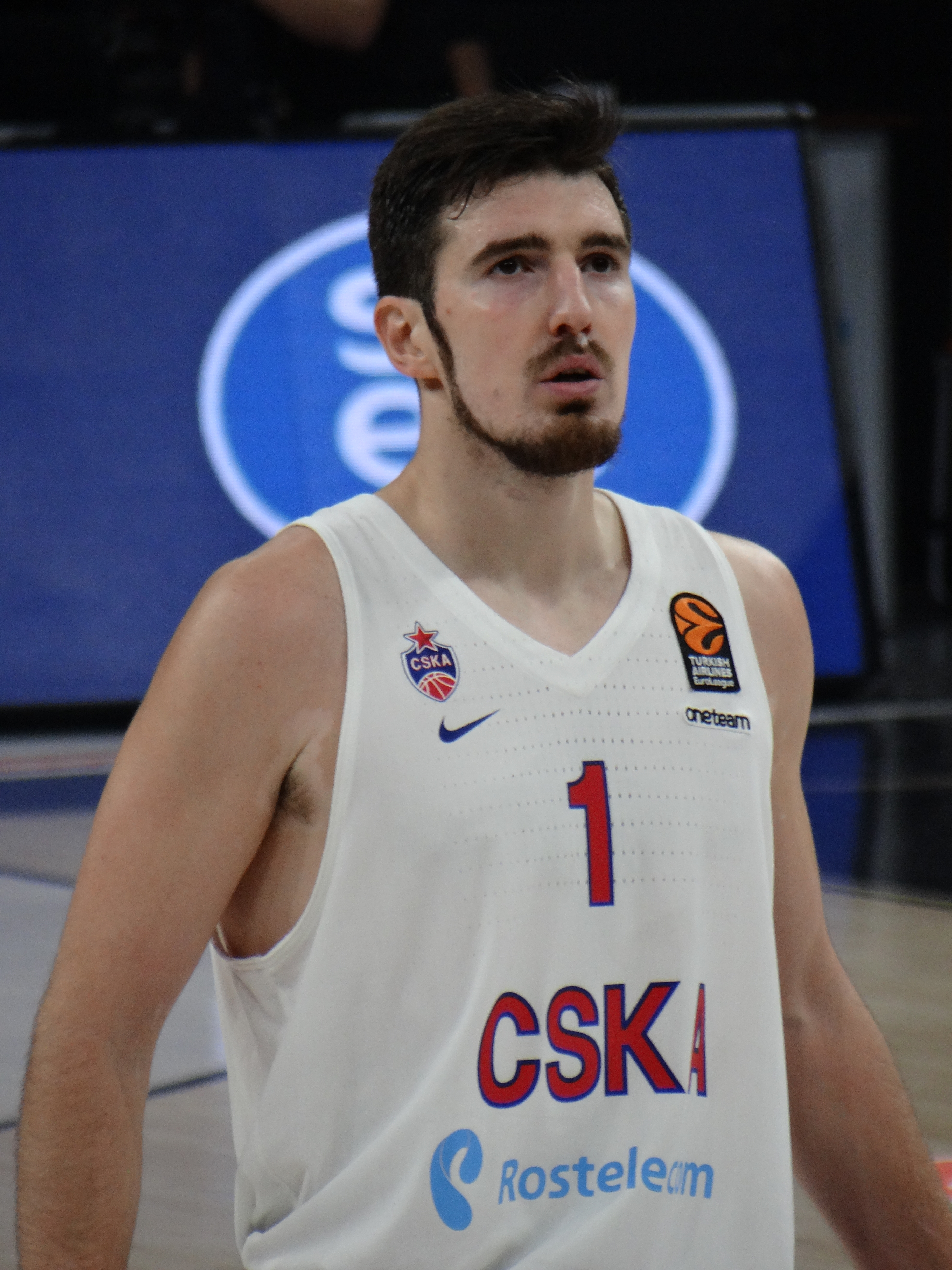
Nando de Colo (2014–15)

| Temporada | Jugador                             | Posición                            | Nacionalidad                        | Equipo                              | Ref.   |
| --------- | ----------------------------------- | ----------------------------------- | ----------------------------------- | ----------------------------------- | ------ |
| 2009–10   | Victor Khryapa                      | Ala-Pívot                           | Rusia                               | CSKA Moscú                          | [ 5 ]  |
| 2010–11   | Ramel Curry                         | Escolta                             | Estados Unidos                      | Azovmash                            | [ 6 ]  |
| 2011–12   | Andrei Kirilenko                    | Alero                               | Rusia                               | CSKA Moscú                          | [ 7 ]  |
| 2012–13   | E.J. Rowland                        | Base                                | Estados Unidos Bulgaria             | VEF Rīga                            | [ 8 ]  |
| 2013–14   | Andrew Goudelock                    | Escolta                             | Estados Unidos                      | UNICS Kazan                         | [ 9 ]  |
| 2014–15   | Nando De Colo                       | Base                                | Francia                             | CSKA Moscú                          | [ 10 ] |
| 2015–16   | Nando De Colo (2)                   | Base                                | Francia                             | CSKA Moscú                          | [ 11 ] |
| 2016–17   | Alexey Shved                        | Escolta                             | Rusia                               | Khimki                              | [ 12 ] |
| 2017–18   | Nando de Colo (3)                   | Escolta                             | Francia                             | CSKA Moscú                          | [ 13 ] |
| 2018–19   | Alexey Shved (2)                    | Escolta                             | Rusia                               | Khimki                              | [ 14 ] |
| 2019–20   | Cancelada por la pandemia covid-19. | Cancelada por la pandemia covid-19. | Cancelada por la pandemia covid-19. | Cancelada por la pandemia covid-19. | [ 15 ] |
| 2020–21   | Mantas Kalnietis                    | Base                                | Lituania                            | CSKA Moscú                          | [ 16 ] |
| 2021–22   | Mario Hezonja                       | Alero                               | Croacia                             | Unics Kazan                         | [ 17 ] |
| 2022–23   | Nikola Milutinov                    | Pívot                               | Serbia                              | PBC CSKA Moscú                      | [ 17 ] |
| 2023–24   | Nenad Dimitrijevic                  | Base                                | Macedonia del Norte                 | UNICS Kazan                         | [ 18 ] |
| 2024-25   | Dwayne Bacon                        | Alero                               | Estados Unidos                      | Zenit Saint Petersburg              | [ 19 ] |